# ان‌جی‌سی ۱۷۴۱
ان‌جی‌سی ۱۷۴۱ (انگلیسی: NGC 1741) یک جفت کهکشان برهم‌کنش (NGC 1741A و NGC 1741B) دور دست در صورت فلکی جوی هستند که در ۶ ژانویه ۱۸۷۸ توسط اخترشناس فرانسوی ادوارد استفان کشف شد. در نتیجهٔ این برخورد، کهکشان‌ها در فاز ستاره‌فشانی سریع قرار دارند. کهکشان‌ها به دلیل محتوای بالای ستاره‌فشانی کمیاب، به عنوان کهکشان‌های ولف-رایت طبقه‌بندی می‌شوند.
این جفت کهکشان مارپیچی از PGC 16570 (NGC 1741B) و PGC 16574 (NGC 1741A) تشکیل شده‌است. این جفت بخشی از کاتالوگ Halton Arp به عنوان Arp 259 و Hickson Compact Group به‌عنوان HCG 31A (NGC 1741A) و HCG 31B (NGC 1741B) است.